# Xanthia aurantiago
Xanthia aurantiago är en fjärilsart som beskrevs av Max Wilhelm Karl Draudt 1950. Xanthia aurantiago ingår i släktet Xanthia och familjen nattflyn. Inga underarter finns listade i Catalogue of Life.